# Marian Szczucki
Marian Szczucki (ur. 12 maja 1967, zm. 14 marca 2003) – komisarz Policji.

## Życiorys
Urodził się w 1967, jako syn Tadeusza. Od 17 października 1989 był funkcjonariuszem Milicji Obywatelskiej, służył w Warszawskiej Jednostce Antyterrorystycznej w Sekcji Ochrony Lotów, od 1990 w Policji, od tego roku do 1998 był asystentem w Pionie Szturmowym. W 1997 został absolwentem Wyższej Szkoły Policji w Szczytnie. Od 2000 pełnił funkcję kierownika Referatu Szturmowego, od 15 lutego 2003 sprawował stanowisko naczelnika Wydziału Bojowego Zarządu Bojowego Centralnego Biura Śledczego. W 2002 ukończył studia na kierunku politologii uzyskując tytuł magistra. Pracował dowodząc akcjami zatrzymań oraz przy zabezpieczeniu wizyt przedstawicieli państwowych. W nocy 5/6 marca 2003 kierował akcją zmierzającą do zatrzymania poszukiwanych przestępców w Magdalence. Ranny odłamkiem w głowę podczas strzelaniny, zmarł w wyniku odniesionych obrażeń 14 marca 2003 w wieku 36 lat. Pośmiertnie został awansowany na stopień nadkomisarza. Został pochowany na Cmentarzu Centralnym w Gliwicach.

## Odznaczenia
- Krzyż Kawalerski Orderu Odrodzenia Polski – pośmiertnie (postanowieniem prezydenta RP Aleksandra Kwaśniewskiego z 20 marca 2003 za odwagę i męstwo wykazane w czasie wykonywania zadań służbowych)[8][3]
- Krzyż Zasługi za Dzielność[3]
- Brązowa Odznaka „Zasłużony Policjant”[3]